# Kathedrale Mariä Himmelfahrt und St. Andreas

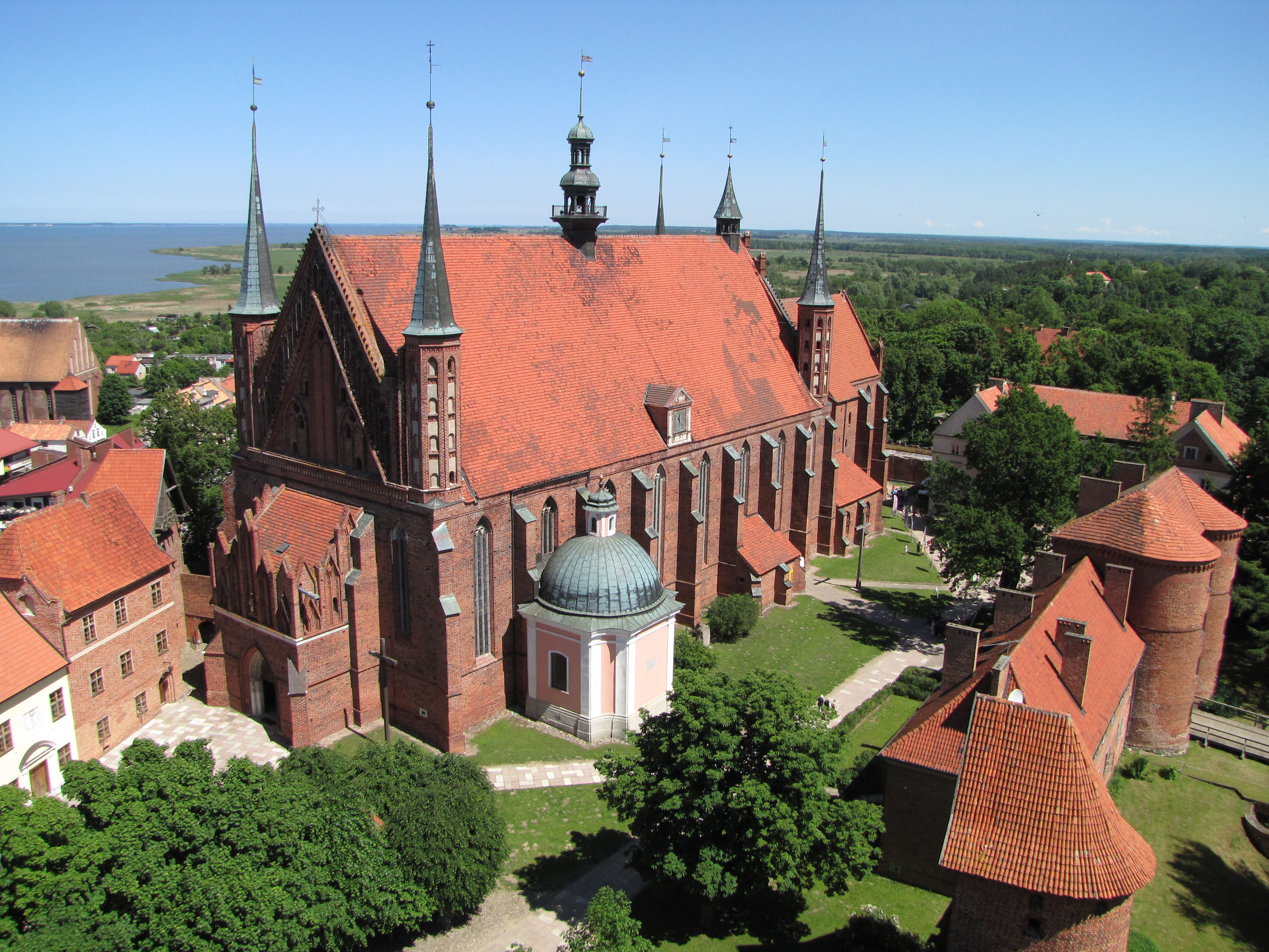
Ansicht vom Glockenturm

Die Kathedrale Mariä Himmelfahrt und St. Andreas (poln. Bazylika Archikatedralna Wniebowzięcia Najświętszej Maryi Panny i św. Andrzeja Apostoła) oder Frauenburger Dom ist eine Kirche in Frombork (dt. Frauenburg) und die Kathedrale des Erzbischofs von Ermland sowie Basilica minor. Sie beherbergt das Grab des Nikolaus Kopernikus.

## Geschichte

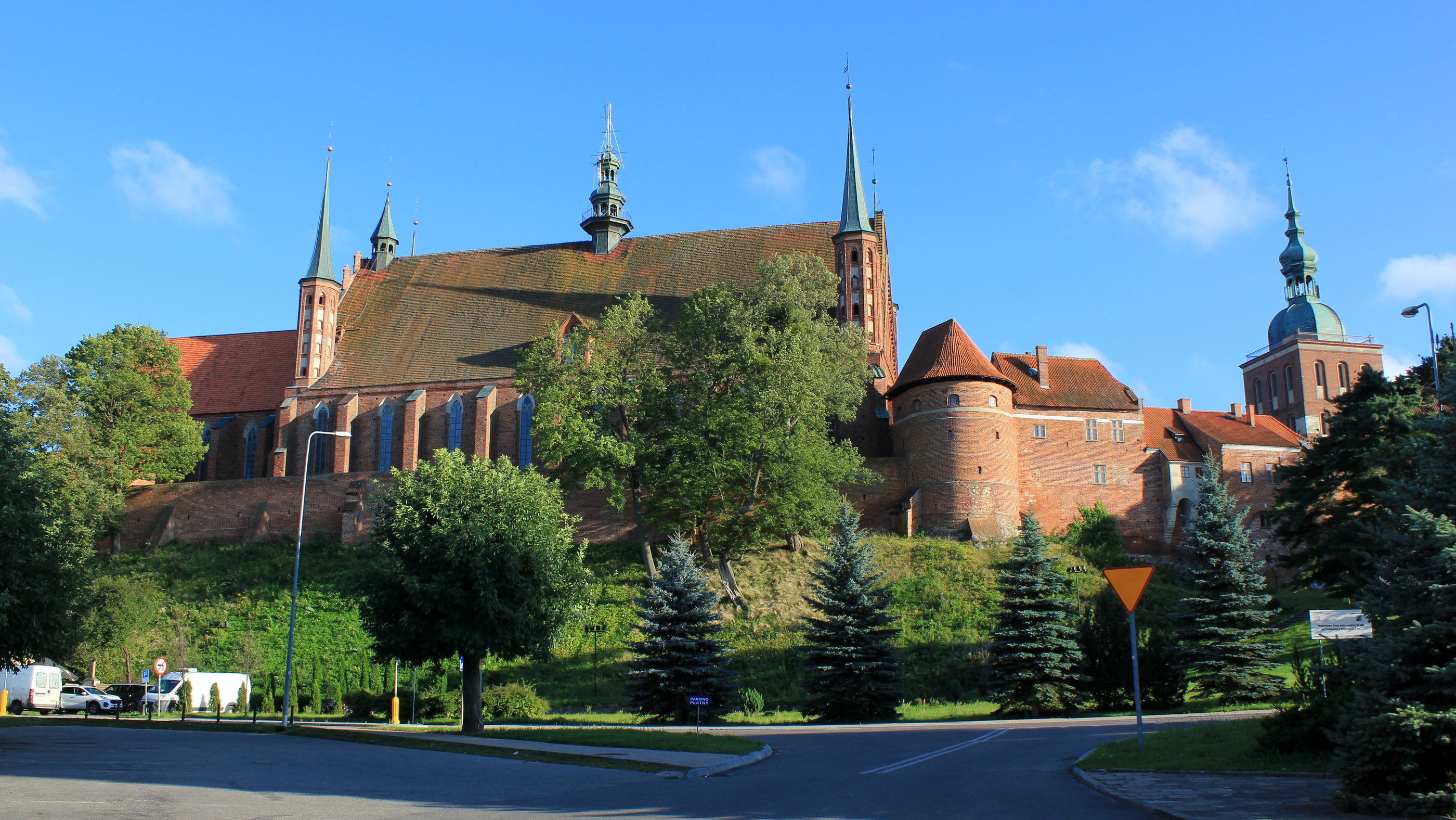
Ansicht des Domberges von Norden

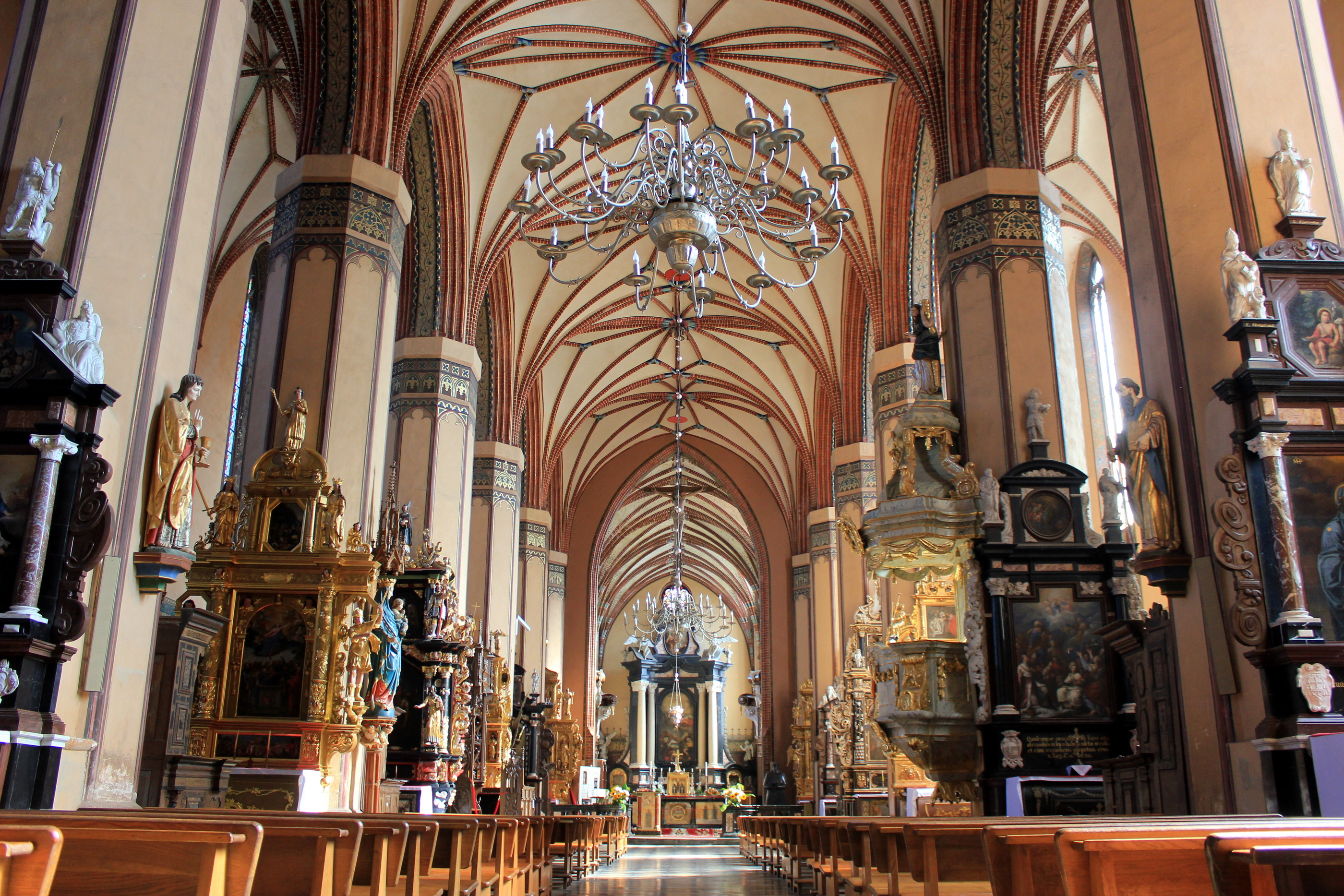
Innenraum (2016)

Nachdem die ermländische Wirtschaft nach den Wirren der Eroberungszeit bis 1280 sich schnell stabilisierte und wuchs, begann das Domkapitel im 14. Jahrhundert mit dem Bau einer festen Burg und des Domes selbst. Der Frauenburger Dom Mariä Himmelfahrt und St. Andreas, nach einem einheitlichen Plan von 1329 bis 1388 errichtet, ist als 99 m lange Hallenkirche architektonisch im weitgehend ursprünglichen Zustand erhalten.
Der Dom entstand in drei Bauetappen:
1. 1329–1342 wurde der langgestreckte, gerade geschlossene Chor errichtet, der sich architektonischer Formen vom Ende des 13. Jahrhunderts bedient und eine elegante Innenarchitektur im Typus der klassischen Gotik Westeuropas mit frühen vierzackigen Sterngewölben zeigt (vgl. Toruń, St. Jakob, nach 1309), die über Dienstbündel optisch vom Boden abgestützt werden.
2. Das dreischiffige Langhaus (etwa 1355–1380) gibt die klassisch-gotische Formensprache auf: Nur an den Außenwänden finden sich von Konsolen abgestützte Dienste, während die reichen, achtzackigen Sterngewölbe des Mittelschiffs direkt auf Kapitellzonen massiver, achteckiger Pfeiler ruhen.
3. Vom Westen schließt sich eine reich ausgestaltete Vorhalle (etwa 1380–1388) an, die ein großes Portal aus gotländischem Kalkstein und Kunststein mit von Heiligenfiguren minderer Qualität ausgefüllten Archivolte birgt.

Ähnlich wie das Münster zu Schwäbisch Gmünd, der Dom von Sandomierz und der Dom von Warschau besitzt der Frauenburger Dom keinen großen Turm. Stattdessen hat der Bau vier schmale Ecktürmchen. Den Westgiebel ziert eine monumentale, ansteigende Arkadengalerie, wie sie nördlich der Alpen sonst nur an den Querhäusern der Kathedrale von Tournai zu finden ist.
Einziger nach der Zeit der Gotik errichteter Anbau ist die barocke Salvator-Kapelle, eine Stiftung von Bischof Christoph Szembek aus dem 18. Jahrhundert. Illusionistische Fresken von Matthias Johann Meyer schmücken ihre Kuppel.
Im Jahr 1994 wurde das Gebäude zum Geschichtsdenkmal (pomnik historii) erklärt.
Die aufgefundenen sterblichen Überreste eines Menschen werden nach mehreren wissenschaftlichen Gutachten dem Gelehrten Nikolaus Kopernikus zugeordnet. Sie wurden nach den Untersuchungen am 22. Mai 2010 wieder im Dom beigesetzt.

## Ausstattung

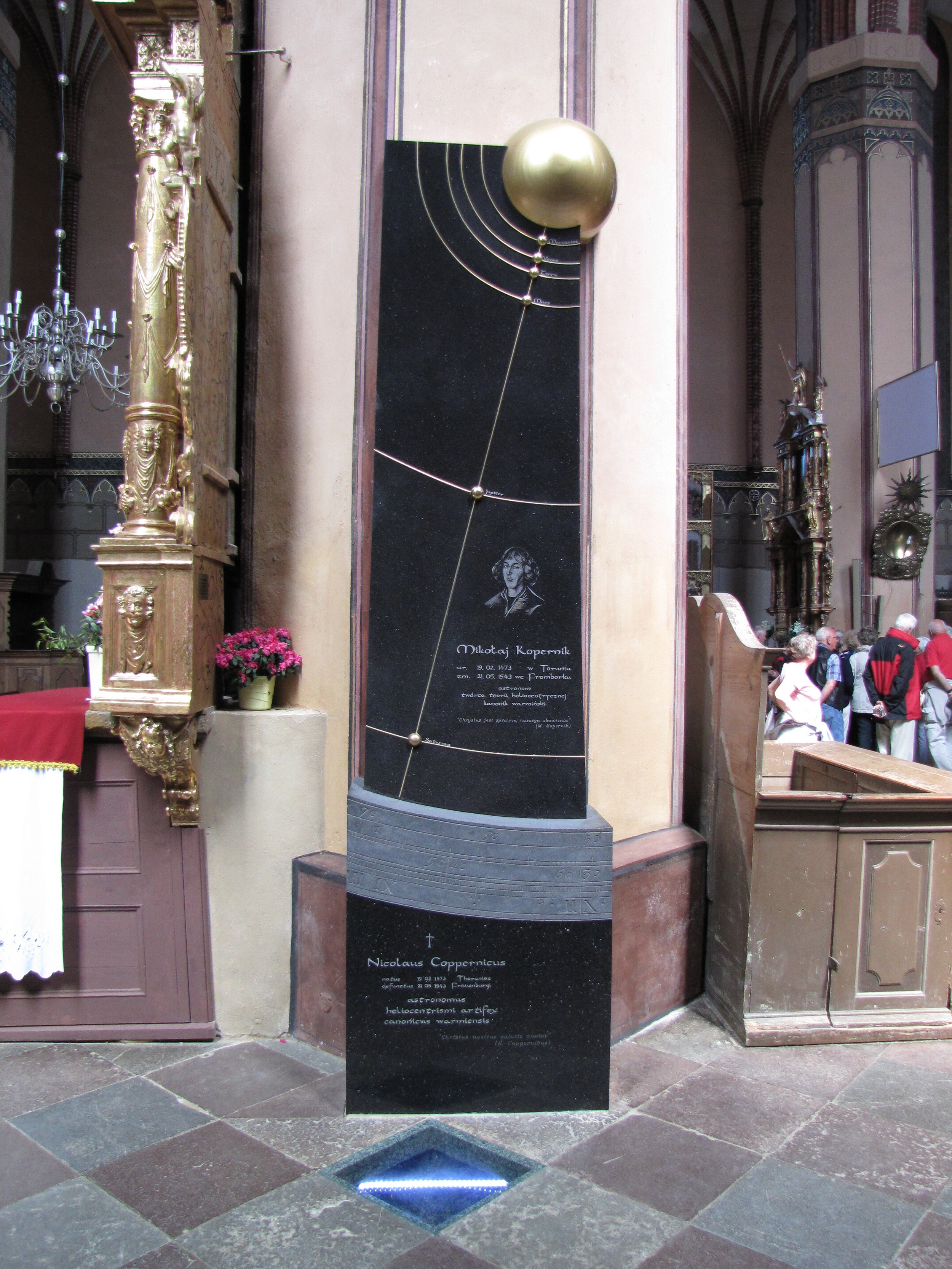
Eines der drei Grabdenkmäler von Nikolaus Kopernikus

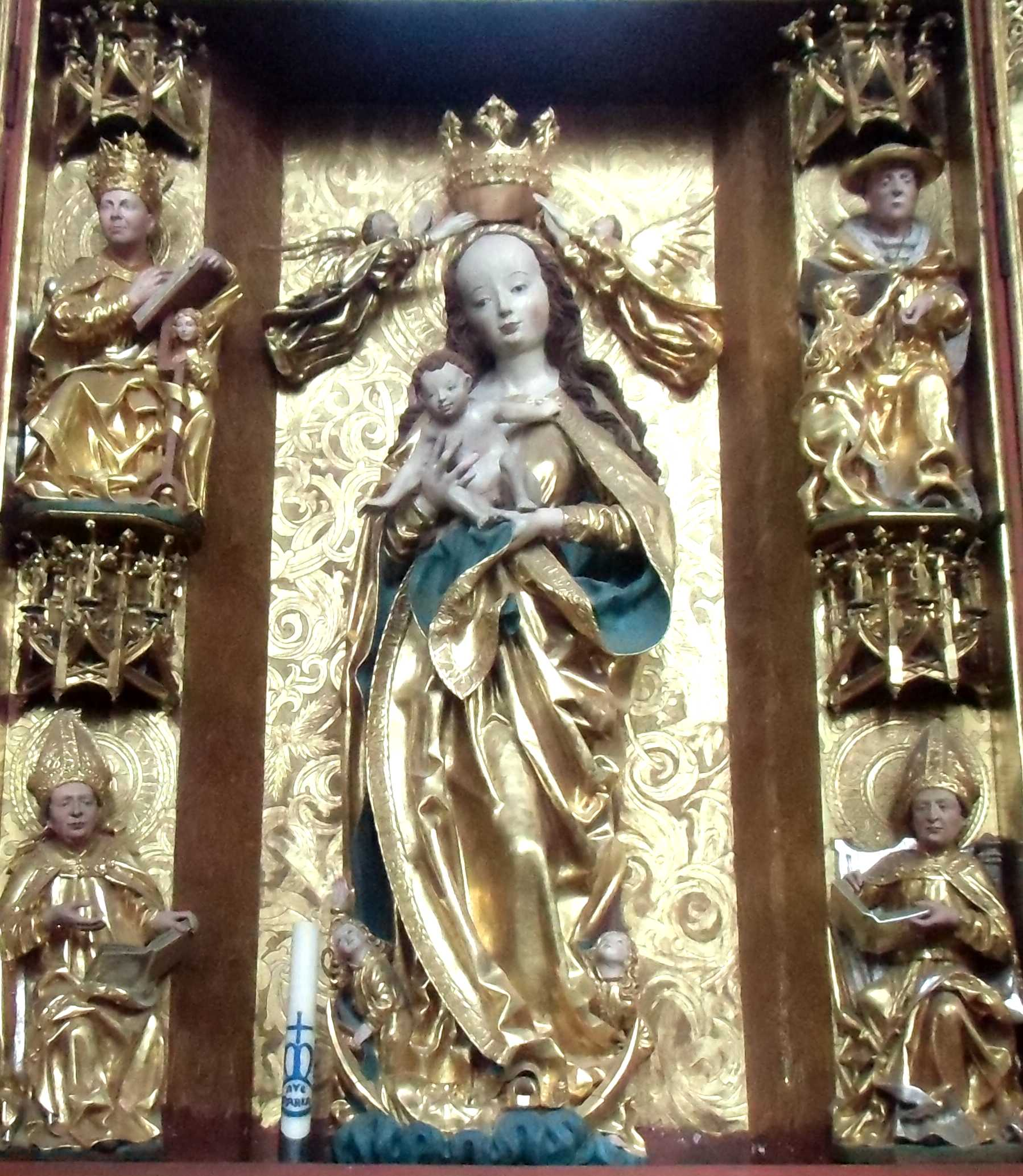
Mittelteil des alten gotischen Hochaltars

Innen präsentiert sich der Dom – nachdem er im 15. Jahrhundert von Polen und im 17. von Schweden ausgeraubt worden war – in barocker Ausstattung. Insbesondere besitzt das vom Danziger Orgelbaumeister Daniel Nitrowski 1685 geschaffene Orgelgehäuse Weltruhm. Jährlich findet im Sommer ein Festival der Orgelmusik mit Konzerten von Organisten aus dem In- und Ausland statt.
Das älteste Ausstattungsstück des Domes ist das als Rundbild gemalte Epitaph des 1426 verstorbenen Domherrn Bartholomäus Boreschow, ein Beispiel der Malerei des Schönen Stils unter böhmischem Einfluss. Aus dem späten Mittelalter ist ebenfalls der ehemalige Hochaltar des Domes erhalten. Die mittlere Szene dieses Pentaptychons (Fünfflügeliger Altar) stellt Maria mit dem Jesuskind in Anlehnung an die Offenbarung des Johannes dar (Offb 12,1-5). Maria, vor dem goldenen Hintergrund der Sonne, trägt Jesus als den neuen oder „letzten Adam“, den himmlischen Menschen, auf den Armen (1 Kor 15,45). Sie steht auf einer Mondsichel, die das Gesicht des sterblichen, irdischen „ersten Adams“ zeigt. Unter der Mondsichel sind die Windungen eines Schlangenleibes sichtbar. Zu beiden Seiten des Altars befinden sich Bildnisse der Kirchenväter. Der Altar wurde im Auftrag des Bischofs Lucas Watzenrode 1504 von einer Thorner Werkstatt geschaffen. Er steht im Nordschiff des Langhauses.
Nachdem ein Hagelunwetter im Jahr 1867 die Fenster des Domes zerstört hatte, beauftragte das Frauenburger Domkapitel einige der damals bekanntesten Glasmalereiwerkstätten, neue Fenster zu schaffen: Adolf Seiler (Breslau), Heinrich Oidtmann (Linnich), Adalbert Redner (Breslau) und Joseph Maria Machhausen (Koblenz). Die neuen Fenster wurden zwischen 1868 und 1911 nach und nach eingesetzt. Im Zweiten Weltkrieg wurden fast alle Fenster stark beschädigt. Seit 1995 werden sie schrittweise restauriert. Die besten Stücke sind nun im Kopernikus-Museum in Frombork ausgestellt.

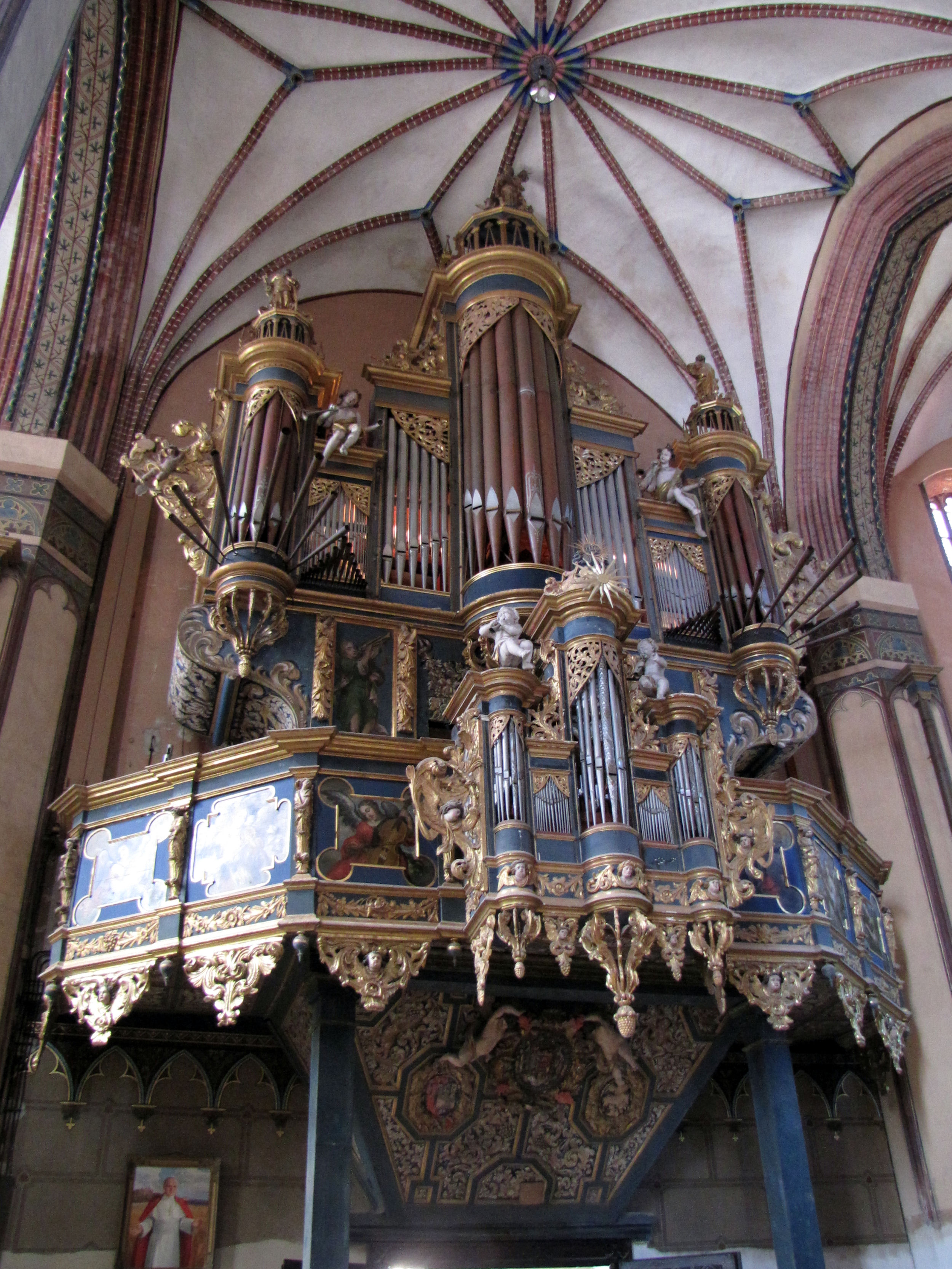
Hauptorgel

Die Hauptorgel steht in einem Barockprospekt von 1685. Sie wurde 1935 von E. Kemper & Sohn neu gebaut und 1977/79 erweitert (IV/P, 50). Eine Chororgel von 1935 steht auf der Seitenempore (II/P, 16). Beide sind gemeinsam spielbar.